# Catalanisme
 (novembre 2012).
 (juillet 2010).
Si vous disposez d'ouvrages ou d'articles de référence ou si vous connaissez des sites web de qualité traitant du thème abordé ici, merci de compléter l'article en donnant les références utiles à sa vérifiabilité et en les liant à la section « Notes et références ».

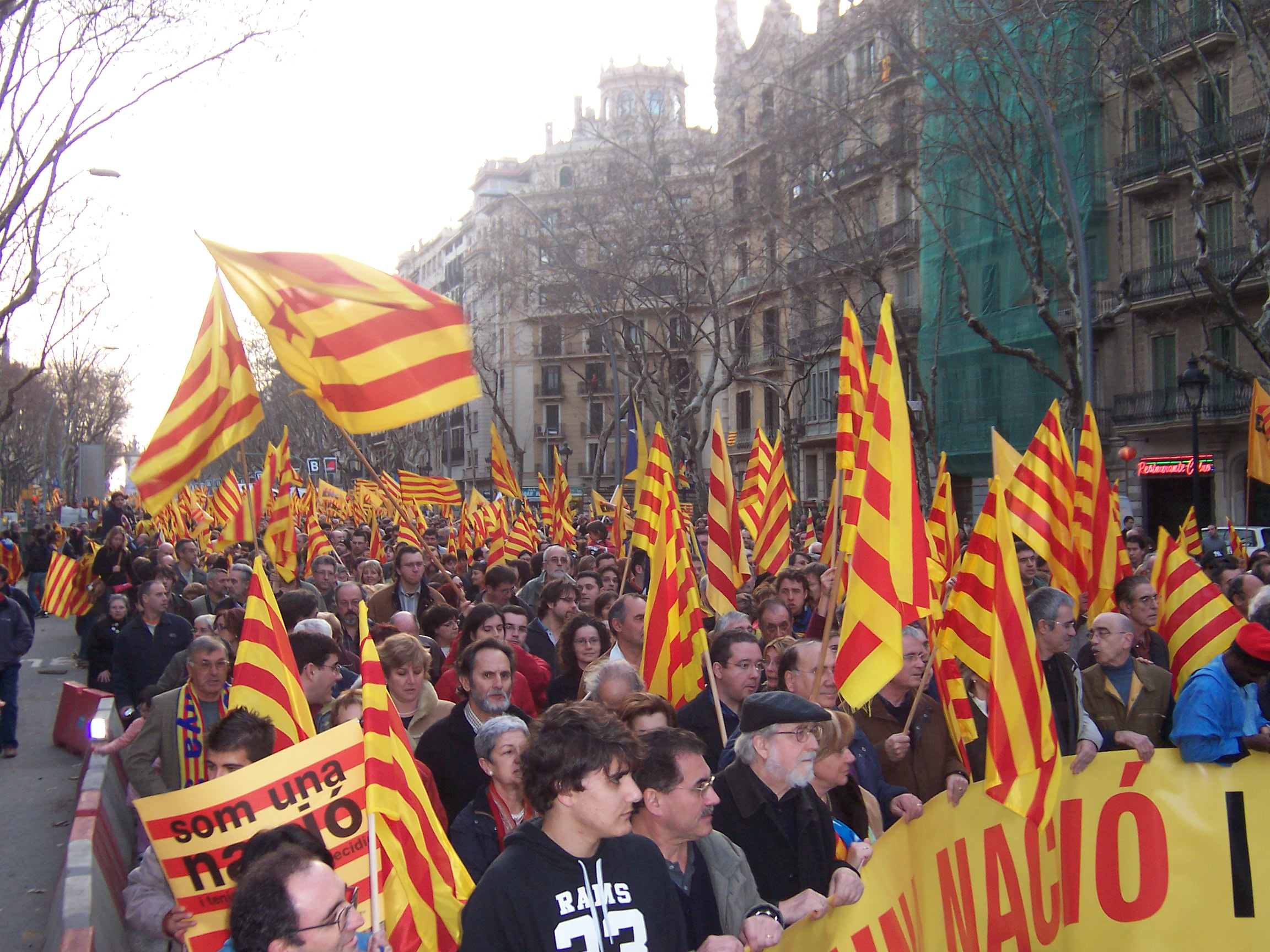
Manifestation catalaniste dans les rues de Barcelone en février 2006.

Le catalanisme est un courant de pensée politique et culturel qui vise à préserver et à promouvoir l'identité et les valeurs propres et distinctives de la Catalogne : ses traditions, sa culture, sa langue ainsi que ses droits historiques. Le catalanisme est apparu au cours du XIXe siècle, accompagnant le mouvement culturel romantique de la Renaixença et débouchant dans un premier temps sur une conception politique régionaliste. Plus tard, certains courants du catalanisme évoluent vers une option de nationalisme catalan, mouvement politique prenant forme au début du XXe siècle, revendiquant la qualité de nation pour la Catalogne (voire pour l'ensemble des territoires de langue catalane) et sa reconnaissance politique.
Le catalanisme a exercé depuis son apparition une influence fondamentale sur le climat idéologique et politique de la Catalogne, et par voie de conséquence, de l'Espagne tout entière. L'historiographie catalaniste inclut une partie du département français des Pyrénées-Orientales dans les comtés catalans fondateurs de la « nation catalane ». Elle l'appelle « la Catalogne Nord ». Cependant les courants politiques catalanistes n'ont jamais réussi à réaliser un score électoral significatif en France. Les revendications nationales de la Catalogne espagnole prônent un approfondissement des relations transfrontalières des deux zones de culture catalane.
La fête nationale catalane (Diada) a lieu le 11 septembre. Elle commémore la défaite de Barcelone en 1714 face aux armées conjointes de Castille et de France lors de la guerre de Succession d'Espagne.

## Histoire

### Antécédents

#### LeXVIIesiècle: le soulèvement de 1640

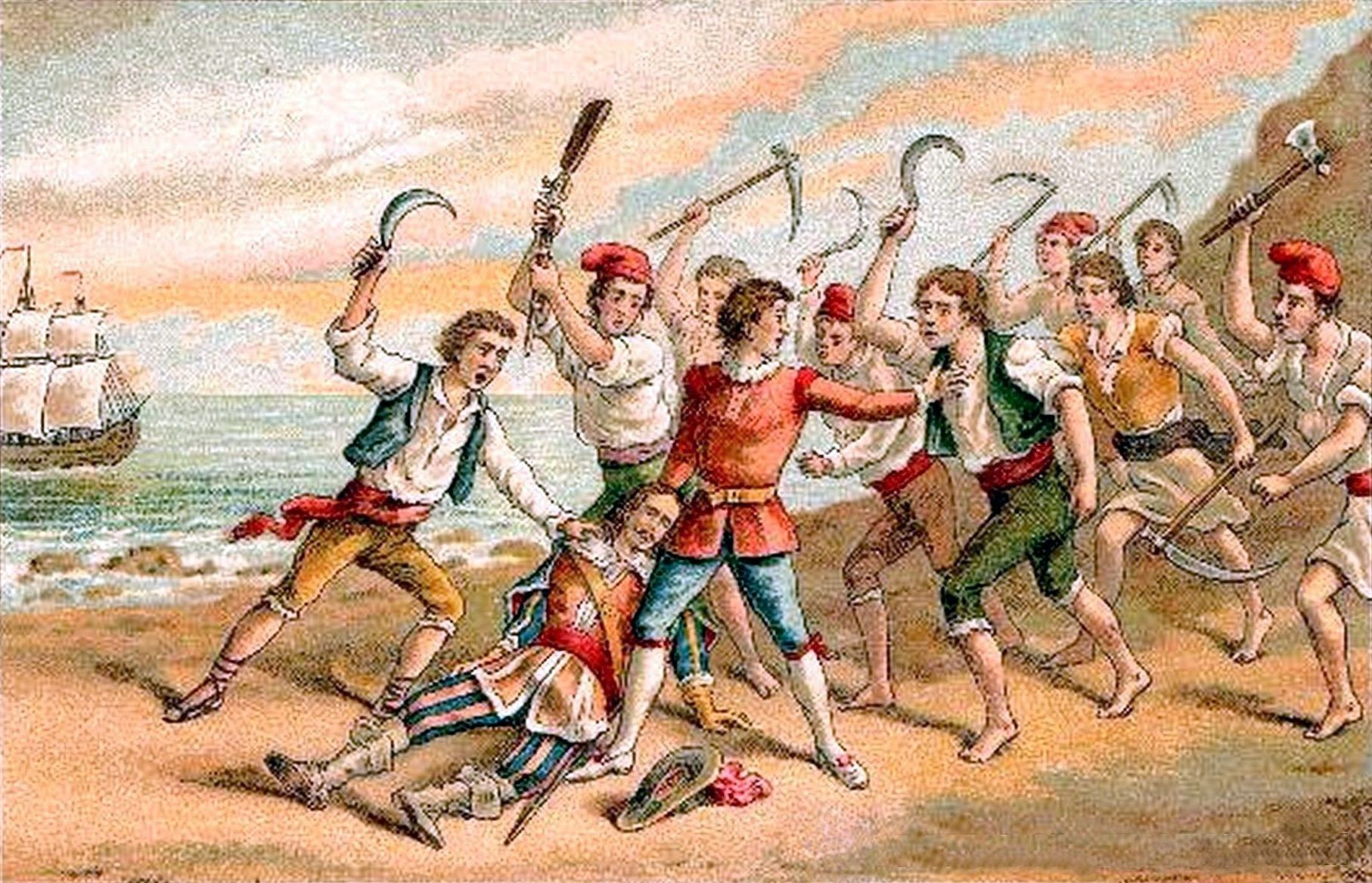
La guerre des Faucheurs (des segadors).

Les premières traces de particularisme dans l'Histoire de la Catalogne remontent au XVIIe siècle quand surviennent les premières péripéties au cours desquelles elle doit lutter pour préserver ses intérêts politiques, culturels et économiques face aux intérêts de la Couronne de Castille et au centralisme du nouveau royaume d'Espagne.
L'union des Couronnes d'Aragon et de Castille par les Rois catholiques n'influence d'abord pas la persistance de l'autonomie économique et juridique de la Catalogne. Ces droits perdurent dans la gestion décentralisée des différentes composantes du territoire espagnol.
Le courant de pensée qui donne base à l'actuel catalanisme trouve ses origines au XVIIe siècle, quand la Principauté de Catalogne se souleva contre Philippe IV d'Espagne. Cette révolte fut due en partie à la conduite de l'armée royale dans les campagnes contre la France durant la guerre de Trente Ans, mais aussi provoquée par les tentatives d'unification du Conde Duque qui prétendait augmenter les prérogatives fiscales du Roi dans tous les territoires de la Couronne afin d'alléger le déficit étatique permanent. Cette conception centraliste s'opposait au mode de gouvernance maintenu jusqu'alors, et provoqua un soulèvement fortement appuyé par le peuple, notamment à cause des faibles contreparties offertes par Madrid.
À cette époque fut proclamée la République de Catalogne[réf. souhaitée] . Devant l'impossibilité de la maintenir, et pour trouver un soutien puissant face à la monarchie espagnole, Pau Claris obtint que le titre de comte de Barcelone soit dévolu au Roi de France Louis XIII.

#### LeXVIIIesiècle: les décrets de Nueva Planta
Le XVIIIe siècle est marqué par la suppression des institutions de la Catalogne par les Décrets de Nueva Planta de Philippe V, comme punition à l'appui de la Catalogne à l'archiduc Charles de Habsbourg, prétendant autrichien au trône d'Espagne durant la guerre de Succession d'Espagne. Cette suppression se produisit après le soulèvement catalan contre lequel Philippe V avait envoyé ses troupes. La capitulation de Barcelone est reçue le 11 septembre 1714, jour de l'attaque finale de l'armée royale. Le roi sanctionne cette désobéissance de la suppression de l'autonomie et des droits antérieurs par la promulgation des Décrets de Nueva Planta. Il fut aussi exigé la destruction d'une partie de la ville et l'édification d'une citadelle pour prévenir une éventuelle rébellion populaire. L'arsenal de la citadelle est actuellement le siège du Parlement catalan.

### LeXIXesiècle: La Renaixença et la naissance du catalanisme

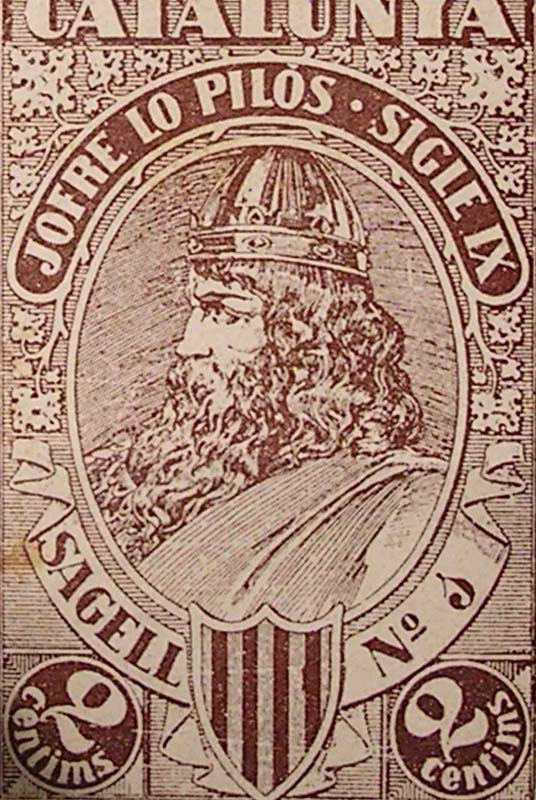
Timbre postal de la Renaixença.

La lutte pour les libertés catalanes retrouve sa force au XIXe siècle, essentiellement dans les années 1830, dans le mouvement Renaixença, contemporain du Romantisme. La Renaixença fut un courant intellectuel et littéraire qui en principe, n'avait pas de fins politiques et cherchait avant tout la restauration et la reconnaissance de la langue catalane. Parmi les écrivains emblématiques de ce mouvement, on peut citer le prêtre Jacint Verdaguer et, ultérieurement, le poète Joan Maragall.
Dans le sillage du fédéralisme de Pi i Margall et avec une focalisation fréquemment ibériste, des intellectuels, comme Valentí Almirall, font surgir une nouvelle idéologie politique revendiquant l'autogouvernance de la Catalogne et la reconnaissance du catalan comme langue officielle du territoire. La courte vie de la Première République espagnole, une seule année en 1873, ne permet pas l'aboutissement de ces propositions.
Les demandes catalanistes continuent à faire partie de la vie politique espagnole pendant tout le règne d'Alphonse XII, notamment avec la présentation par les députés catalans du Memorial de Greuges de la Catalogne devant le roi. Ce document exprimait les demandes de la Catalogne vis-à-vis de l'État central.
Au XIXe siècle, l'économie espagnole était en grande partie dominée par la production agricole (agrumes au Pays valencien et en Andalousie, céréales en Castille, etc.) destinés à la vente sur les marchés européens et dans ces régions la bourgeoisie, appuyée par l’État central, était favorable à la politique libre-échangiste. Au contraire, la bourgeoisie catalane était en grande partie industrielle et productrice de textile, par conséquent intéressée par des droits de douane importants lui permettant de dominer le marché intérieur espagnol. Ce combat mobilise toutes les classes de la société catalane, et la bourgeoisie se sert du catalanisme afin de faire valoir ses prétentions et finit par porter ses fruits entre la fin du siècle et le début du siècle suivant,. « Cette longue lutte avait créé dans le reste de l'Espagne l'image d'une Catalogne égoïste et intéressée, décidée à parvenir à ses fins même à dépens de tout intérêt espagnol ».
La dernière décennie du XIXe siècle donne lieu au passage d'un régionalisme catalaniste à un véritable nationalisme tel qu'il en existe un peu partout en Europe. Cependant, le catalanisme ne devient un mouvement politique réellement influent qu'au début du XXe siècle.
L'Exposition universelle de Barcelone en 1888 entraîne une scission du catalanisme. Almirall et ses partisans sont opposés à cette exposition qui ne ferait que montrer le sous-développement de la Catalogne. En parallèle, un groupe plus conservateur est en faveur de l'exposition et en profite pour politiser le catalanisme. Cette tendance devient la plus dominante. Cette exposition donne lieu à l'espoir d'une autonomisation culturelle de la Catalogne. En 1891, l'Unió Catalanista est créée. Elle prévoit dans ses réunions le futur partage des compétences entre l'État central espagnol et le gouvernement autonome de la Catalogne. On a donc une institutionnalisation de plus en plus forte du mouvement catalan autour des milieux industriels et urbains. Parallèlement, les premiers catalanistes tentent de s'inspirer des différents mouvements régionalistes et nationalistes européens.
La crise coloniale qui culmine avec la guerre hispano-américaine de 1898 achève de politiser le mouvement catalan qui s'oppose aux guerres et préconise l'autonomie voire l'indépendance des différentes colonies. Les catalanistes profitent de la crise pour diffuser leur mouvement au sein de l'opinion publique.
Après le désastre de 1898, le catalanisme, et à travers lui la bourgeoisie catalane, est porteur d'un discours régénérationiste moderne et lucide qui prétend sortir une Espagne encore majoritairement rurale et sous-développée de son marasme.

### Naissance et développement du catalanisme
« Le catalanisme fut un facteur absolument décisif dans la vie politique espagnole du premier tiers du XXe siècle : il est difficile d'exagérer son importance ».

#### LeXXesiècle
C'est au début du XXe siècle que le catalanisme commence à acquérir une réelle importance politique avec la victoire électorale en 1901 de la Lliga Regionalista (Ligue Régionaliste), un parti catalaniste conservateur mené par Francesc Cambó, qui devient ministre du roi Alphonse XIII. En décembre 1918, alors que le régime de la Restauration vit une période de crise, Cambó proclame « Monarchie ? République ? Catalogne ! » qui reflète sa vision : peu importe le pouvoir et le gouvernement espagnols, seule compte la Catalogne,,. Le catalanisme fait son apparition au cœur de la vie politique espagnole, un phénomène que l'intellectuel et philosophe Ortega y Gasset dénomme « le problème catalan ». Les hommes politiques catalanistes réclament la restauration des institutions abolies lors de la victoire bourbonne dans la guerre de Succession espagnole, en 1714.[évasif]

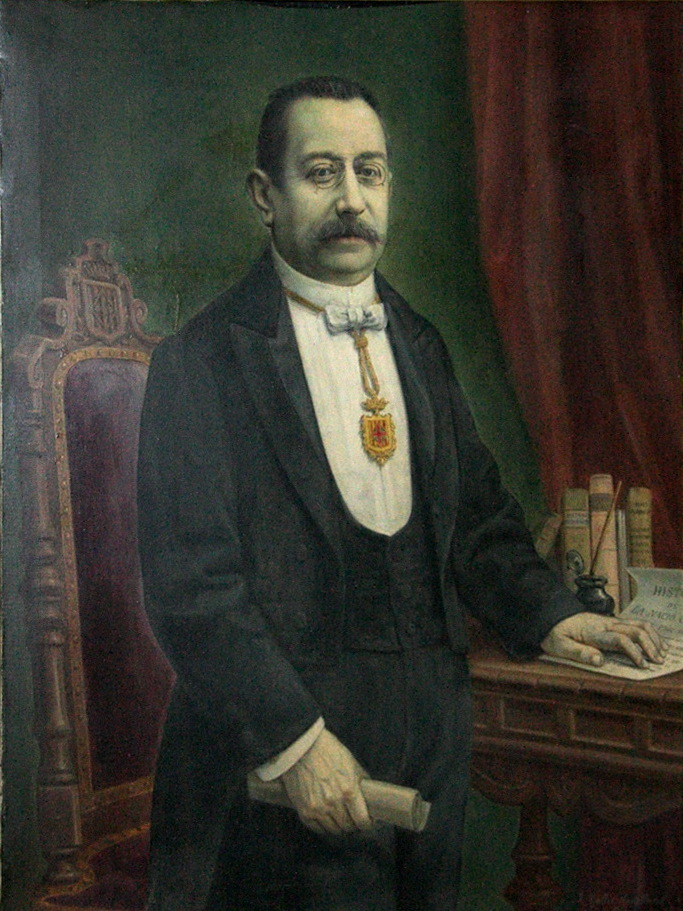
Enric Prat de la Riba

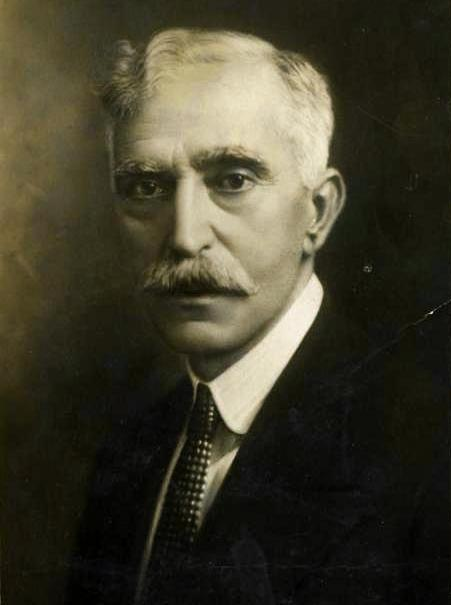
Francesc Macià, premier président de la Catalogne républicaine.

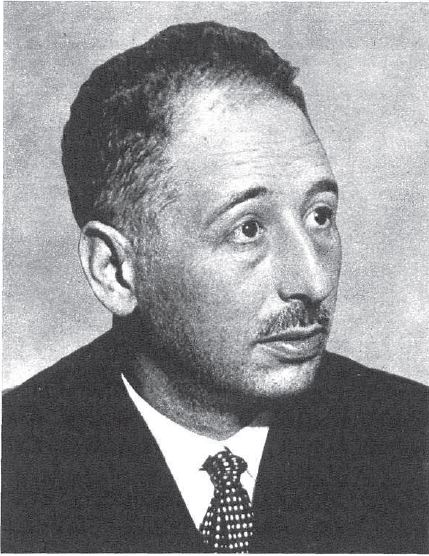
Lluís Companys

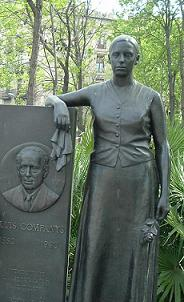
Monument en l'honneur de Lluís Companys, figure fondamentale du catalanisme politique, exécuté en 1940 par l'armée espagnole.

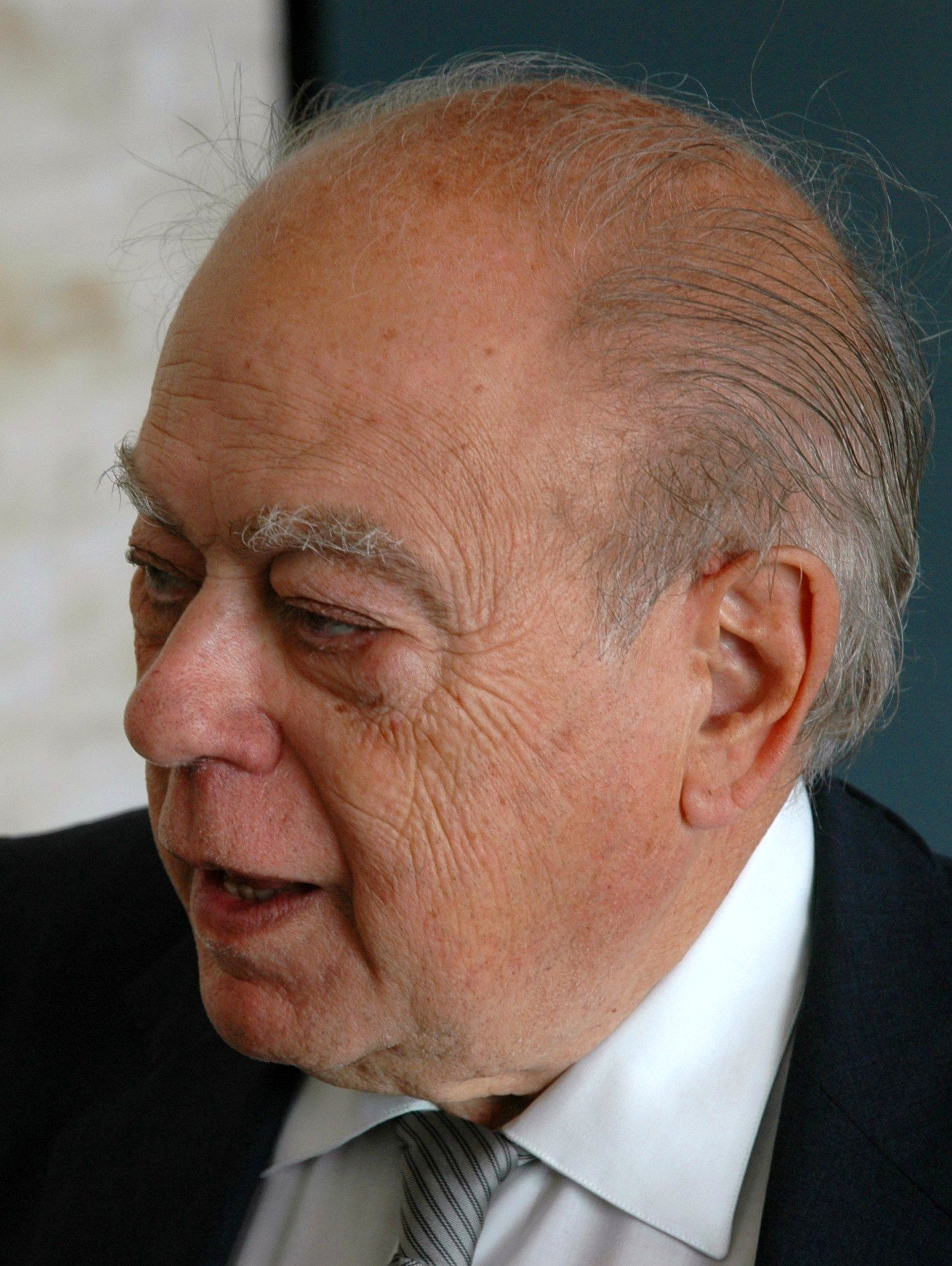
Jordi Pujol i Soley, président de la Generalitat (1980–2003).

En 1905, au cours des incidents du ¡Cu-Cut! des militaires espagnols agissant sans l'aval de leur hiérarchie donnent l'assaut sur la rédaction du ¡Cu-Cut! et de La Veu de Catalunya, deux publications catalanistes parmi les plus en vue, provoquant la colère de tous les politiciens catalanistes qui se traduit par la création de la formation politique Solidaritat Catalana, fruit du rassemblement de forces politiques catalanes variées. Lors des élections de 1907 elle obtient 41 des 44 sièges correspondant à la Catalogne au parlement espagnol. La Semaine tragique de Barcelone de 1909 entraîne sa dissolution.
Cependant, l'influence du catalanisme sur la vie politique espagnole pendant le règne d'Alphonse XIII a des incidences. Le gouvernement conservateur d'Eduardo Dato approuve en 1913 la création de la Mancommunauté de Catalogne, une sorte de gouvernement autonome qui englobe quatre conseils généraux et dont les idées restent dans la continuité de celles de la Lliga. La Mancomunitat, présidée par Enric Prat de la Riba, a un pouvoir de décision dans les domaines de l'éducation, la santé et les infrastructures.
À partir de 1918, la Lliga est le parti le plus important de la Catalogne, même s'il n'obtient jamais la majorité des sièges catalans aux élections législatives espagnoles. Une grande partie des ouvriers restent toutefois proches de l'anarchisme et adhèrent à la CNT, qui prône l'abstentionnisme. La Lliga participe aux derniers gouvernements de la Restauration et ne s'oppose pas à l'instauration de la dictature de Primo de Rivera, ce qui contribue à la discréditer aux yeux de la population. En 1922 les jeunesses dissidentes de la Lliga fondent Acció Catalana, qui montre une orientation nettement plus catalaniste et s'oppose au conservatisme incarné par Cambó. La même année Francesc Macià fonde Estat Català, qui revendique ouvertement le séparatisme et la création d'une République catalane. Le régime de Primo de Rivera supprime la Mancomunitat et mène vite une politique de lutte contre tous les nationalismes périphériques en Espagne.
À l'annonce de la tenue d'élections municipales en 1931, lancées dans l'idée de redonner un semblant de légitimité à la monarchie, le parti Esquerra Republicana de Catalunya (Gauche républicaine de Catalogne) est fondé. Il rencontre un succès considérable et inattendu aux élections. Le triomphe du républicanisme dans la plupart des grandes villes d'Espagne provoque le départ du Roi et l'instauration de la Seconde République (1931-1936). ERC restera le principal représentant du catalanisme politique durant toute la République. Celle-ci marque un retour du catalanisme dans les institutions : un statut d'autonomie de la Catalogne établit un gouvernement catalan, la Generalitat, en 1932. Toutefois, la victoire franquiste lors de la guerre civile (1936-1939) marque le début d'une répression qui, à l'image de celle de Primo de Rivera, combat toute forme de velléité autonomiste et chasse les cultures régionales de l'espace public, tout particulièrement en Catalogne.
Malgré le manque de liberté, des grèves d'ouvriers commencent à s'organiser dès 1951 puis en 1956, 1971 et 1974. Ces grèves marquent le début d'une mobilisation plus large. Vers le début des années 1960, la seconde phase du régime est marquée par un essor des activités catalanistes, politiques et culturelles (fondation de la revue Serra d'Or en 1959…). Franco meurt peu après, le 20 novembre 1975. La mort du dictateur ouvre le chemin à la transition démocratique espagnole.
Après une grève importante en 1977, la Generalitat est rétablie avec Josep Tarradellas à sa tête. À la suite de la rédaction de la Constitution espagnole de 1978, qui reconnaît l'Espagne comme un État avec plusieurs nationalités et régions, et avec la mise en place d'un gouvernement démocratique, la Catalogne devient une communauté autonome de l'État espagnol le 11 août 1980. Entre 1978 et 1985, le groupe Terra Lliure, qui revendique l'action directe, est à l'origine de nombreux attentats. À sa dissolution la plupart de ses membres intègrent ERC.
En 1980, les élections au Parlement de Catalogne portent au pouvoir la coalition catalaniste conservatrice Convergència i Unió (CiU), dirigée par Jordi Pujol, qui reste au pouvoir jusqu'en 2003.

#### XXIesiècle
La CiU a conservé le pouvoir jusqu'à une défaite électorale le 16 novembre 2003. Le nouveau gouvernement est formé de trois partis : le Parti des socialistes de Catalogne (PSC), Gauche républicaine de Catalogne (ERC) et l'Initiative pour la Catalogne Verts-Gauche unie et alternative (ICV-EUiA) avec, comme président du Gouvernement autonome, d'abord Pasqual Maragall puis José Montilla.
La CiU conserve le plus grand nombre de députés suivi du PSC, de l'ERC, du Parti Populaire (PP) et de l'ICV. Le pacte de gouvernement, premier du genre pour la Gauche en vingt ans, a été proposé par l'ERC qui, grâce à une augmentation considérable des suffrages en sa faveur, s'est érigée comme une des principales forces politiques de Catalogne, récupérant petit à petit la position qui était la sienne du temps de Josep Tarradellas.
Le 30 septembre 2005, après plus de deux ans de négociations, le Parlement catalan a approuvé à une large majorité un projet de nouveau statut d'autonomie, réalisant ainsi un des principaux objectifs inscrits au programme du gouvernement, même si, pour entrer en vigueur, le projet doit attendre d'être approuvé par le Parlement espagnol.
En 2010, le 9 juillet, le tribunal constitutionnel espagnol a annoncé l'invalidation d'un certain nombre d'articles, considérés comme principaux par les partis politiques catalans, du nouveau statut d'autonomie de la Catalogne, en particulier ceux relatifs à l'usage préférentiel du catalan et d'autres prévoyant une extension des compétences judiciaires de la Generalitat, à la suite d'une demande du Parti populaire de vérification de la conformité à la constitution de ce nouveau statut. À la suite de cette nouvelle, une des plus grandes manifestations catalanes, organisée le 10 juillet, à l'appel d'Òmnium Cultural (association de défense de la langue et l'identité catalane, proche des indépendantistes) et soutenue par 90 % des élus de l'assemblée de Catalogne (à l'exception des élus du parti populaire), a rassemblé plus d'un million,, de manifestants sous le slogan « Nous sommes une nation, nous décidons nous-mêmes ». L'échec de ce statut met en difficulté le gouvernement madrilène quelques mois avant de nouvelles élections, et fait monter la part des indépendantistes dans la population catalane dans un sondage postérieur à la décision du Tribunal constitutionnel.
Il existe également un catalanisme dans la partie catalane des Pyrénées-Orientales, département français que les catalanistes ont tendance à appeler Catalogne Nord. Politiquement ce mouvement s'exprime aujourd'hui à travers trois mouvements, dont l'impact électoral est assez faible : ERC, Unitat Catalana et la Convergence démocratique de Catalogne. Parmi les principaux intellectuels catalanistes des Pyrénées-Orientales, citons Alfons Mias (1903-1950), Llorenç Planes et Joan-Pere Pujol.

### Drapeaux

Drapeau de la Catalogne, qui est également celui de l'ancienne Couronne d'Aragon, qui trouve son origine dans les comtés de Barcelone au X et est encore arboré dans de nombreuses localités valenciennes, baléares et aragonaises.

Lestelada blava, symbole indépendantiste catalaniste, utilisé en signe revendicatif dans l'ensemble des Pays catalans.

Lestelada roja, variante socialiste de la précédente.

## Symbologie

### Hymne
L'hymne officiel de la Catalogne depuis 1993 est Els Segadors, composé à la fin du XIXe siècle en commémoration de la guerre des faucheurs (1640-1659).

## Typologie

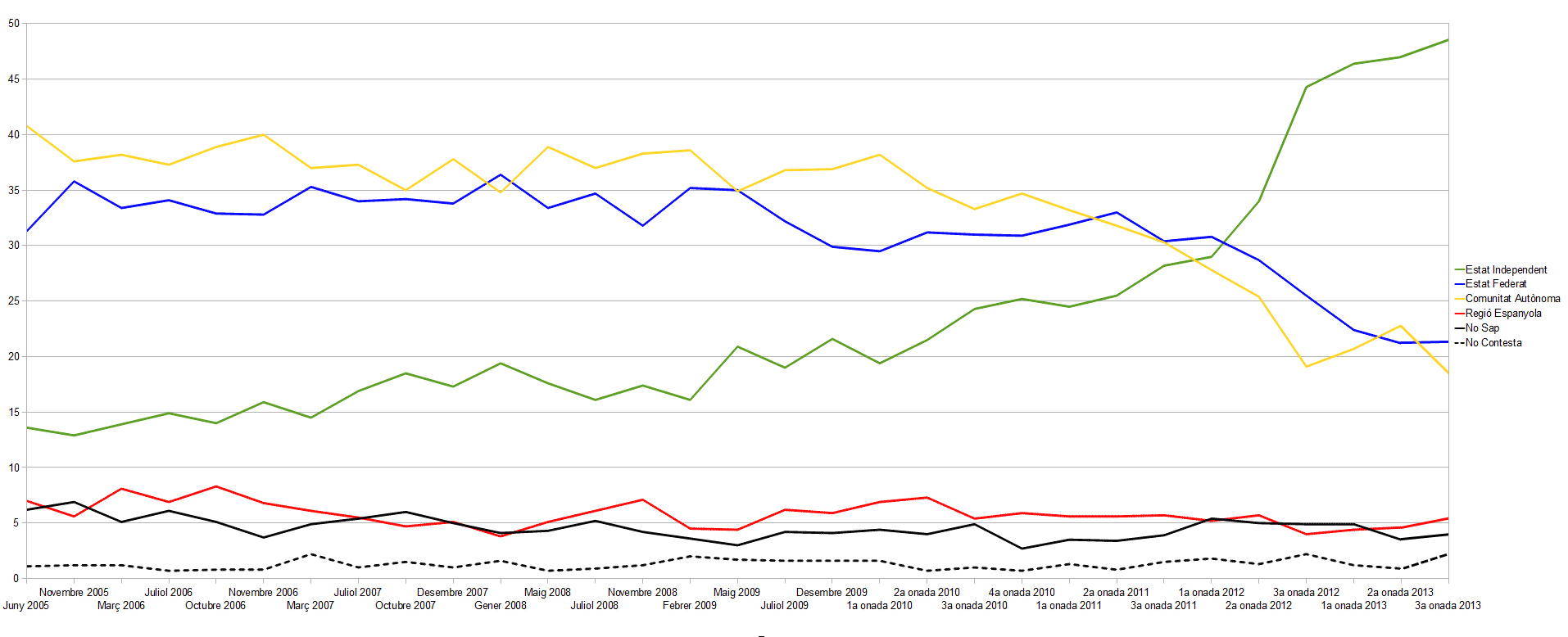
Synthèse de résultats de sondages réalisés périodiquement par le Centre d'Estudis d'Opinió (organe dépendant de la Generalitat catalane) portant sur les aspirations de la population catalane relativement au statut politique de la région : autonomisme, fédéralisme, régionalisme ou indépendantisme.

Le catalanisme politique rassemble différentes tendances idéologiques. On peut en particulier distinguer les options régionalistes, autonomistes, ou fédéralistes, qui ne prétendent pas la sécession d'avec l'Espagne mais revendiquent uniquement des réformes dans l'organisation territoriale de l'État espagnol (élargissement des compétences autonomiques et constitution d'un État fédéral respectivement dans le cas des deux derniers), et les courants indépendantistes, plus radicaux et apparus plus tardivement, qui demandent une séparation totale et définitive avec l’Espagne (ou la France pour la dénommée « Catalogne Nord »). Historiquement, ces diverses tendances se sont révélées non exclusives et sont restées intimement imbriquées ; leur différenciation s'est affirmée avec le temps.

### Pancatalanisme

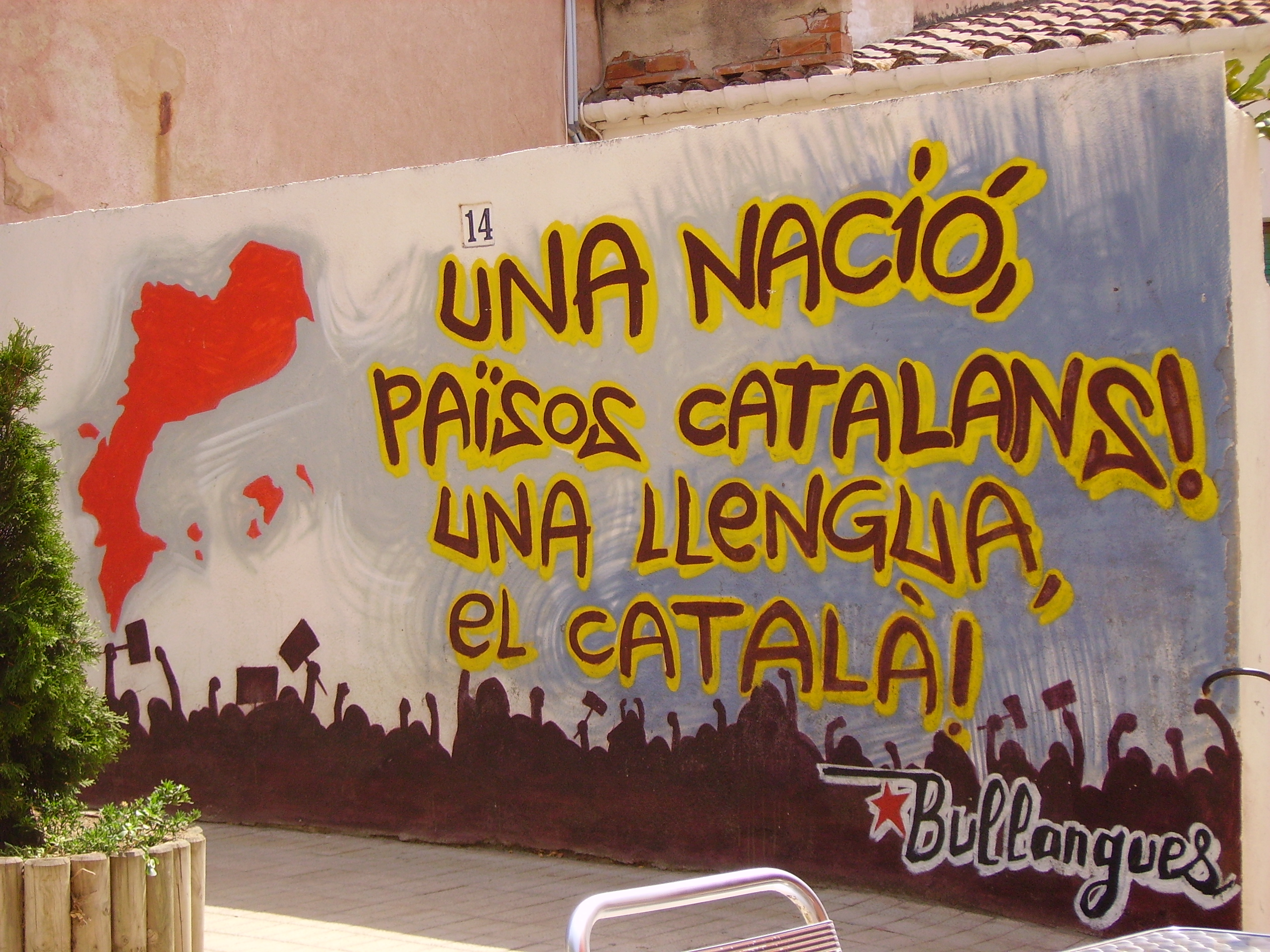
Graffiti revendicatif à Vilassar de Mar, portant la mention : « une nation, Pays catalans ! Une langue, le catalan ! »

On qualifie de pancatalanistes (fréquemment abrégé en pancas par leurs détracteurs) les mouvements catalanistes revendiquant l'unité politique des Pays catalans. Le terme est parfois connoté négativement et, de façon générale, les mouvements ainsi qualifiés utilisent peu le terme pour s'auto-définir, parlant simplement de catalanisme. Bien qu'on puisse en trouver des prémisses dans certains discours de l'homme politique catalan Enric Prat de la Riba (1870-1917), le pancatalanisme moderne trouve essentiellement sa source dans la théorie nationale développée par l'intellectuel valencien Joan Fuster, exposée dans son influent essai Nosaltres, els valencians (1962). Pour Fuster, la langue, commune avec le « Principat » (la « Principauté », nom sous lequel on désigne parfois la Catalogne, dans le but de la différencier de la « Grande Catalogne », comprise comme les Pays catalans) et les îles Baléares, constitue le ciment de l'identité nationale catalane, qu'il entend donc comme commune à l'ensemble des Pays catalans.
Le Partit Socialista d'Alliberament Nacional dels Països Catalans est un exemple de parti politique défendant une posture pancatalaniste, bien que ces idées se retrouvent également généralement chez les partis indépendantistes comme ERC. En dehors de la Catalogne espagnole, ils constituent des options largement minoritaires au sein de l'électorat.

### Indépendantisme
L'indépendantisme est un courant politique issu d'un développement du catalanisme et qui revendique l'indépendance de la Catalogne, ou des Pays catalans, et la constitution d'un État catalan indépendant (ou d'un État fédéral regroupant les Pays catalans). Les courants indépendantistes appuient leur revendication sur le principe du droit à l'autodétermination des peuples. Dans l'actualité, le mouvement indépendantiste se réclame généralement d'une posture européiste et vise à l'intégration de cet État hypothétique dans l'Union européenne. D'importance significative en Catalogne, l'indépendantisme s'est notamment illustré dans l'organisation de référendums sur l'indépendance de la Catalogne, réalisés hors du cadre institutionnel.